# Герман Апухтин
Герман Апухтин (на руски: Герман Апухтин) е съветски футболист.

## Кариера
Известен е като футболист на Локомотив Москва и ЦСКА Москва. Апухтин също така играе и за отборите СКА Новосибирск и СКА Одеса. Приключва кариерата си в Металург Липецк.
Във висшата лига на СССР изиграва 171 мача и вкарва 48 гола. Играе националния отбор от 1957 г. до 1961 г. Участник в Световната купа през 1958 г. (1 мач). Той е част от състава завоювал първата европейска купа през 1960 г.
Умира през 2003 г.

## Отличия

### Международни
СССР
- Европейско първенство по футбол: 1960